# Langue des signes guatémaltèque
La langue des signes guatémaltèque (en espagnol : Lenguaje de señas guatemalteco ou Lengua de señas de Guatemala, LenSeGua), est la langue des signes utilisée par les personnes sourdes et leurs proches au Guatemala.

## Utilisation
En l'an 2000, le Comité pour les aveugles et les sourds du Guatemala (Comité Pro Ciegos y Sordos de Guatemala) et l'Association des sourds du Guatemala (Asociación de Sordos de Guatemala) ont édité un dictionnaire de LenSeGua.